# Tuan
Tuan – postać z mitologii celtyckiej.
Tuan wielokrotnie zmieniał swą postać. Wpierw przez trzysta lat żył w ciele człowieka. Kolejne trzysta lat spędził jako byk leśny. Kolejne dwieście lat był dzikim kozłem. Na kolejne trzysta lat Tuan został ptakiem. Następne sto lat spędził w ciele łososia. Ryba została złowiona przez rybaka. Jego mięsem pożywiła się królowa, żona Muíredacha Muindberga. Dzięki temu Tuan ponownie urodził się jako syn królowej. Ponownie stał się człowiekiem. Jego cykl reinkarnacji zamknął swą pętlę.
Opowieść o Tuanie pochodzi z iryjskiego dzieła Leabhar Gabala.